# Skanderborg Provsti
Skanderborg Provsti er et provsti i Århus Stift.  Provstiet ligger i Skanderborg Kommune.
Skanderborg Provsti består af 26 sogne med 27 kirker, fordelt på 15 pastorater.

## Pastorater
| Pastorater i Skanderborg Provsti    | Pastorater i Skanderborg Provsti | Pastorater i Skanderborg Provsti |
| ----------------------------------- | -------------------------------- | -------------------------------- |
| Dover-Alling-Tulstrup Pastorat      | Fruering-Vitved Pastorat         | Galten Pastorat                  |
| Gammel Rye Pastorat                 | Hørning-Blegind-Adslev Pastorat  | Låsby Pastorat                   |
| Ovsted-Tåning-Hylke Pastorat        | Ry Pastorat                      | Skanderborg Pastorat             |
| Skivholme-Sjelle-Skjørring Pastorat | Skovby Pastorat                  | Stilling Pastorat                |
| Storring-Stjær Pastorat             | Veng-Mesing Pastorat             | Voerladegård Pastorat            |

## Sogne
| Sogne i Skanderborg Provsti | Sogne i Skanderborg Provsti | Sogne i Skanderborg Provsti |
| --------------------------- | --------------------------- | --------------------------- |
| Adslev Sogn                 | Alling Sogn                 | Blegind Sogn                |
| Dover Sogn                  | Fruering Sogn               | Galten Sogn                 |
| Gammel Rye Sogn             | Hylke Sogn                  | Hørning Sogn                |
| Låsby Sogn                  | Mesing Sogn                 | Ovsted Sogn                 |
| Ry Sogn                     | Sjelle Sogn                 | Skanderborg Sogn            |
| Skivholme Sogn              | Skjørring Sogn              | Skovby Sogn                 |
| Stilling Sogn               | Stjær Sogn                  | Storring Sogn               |
| Tulstrup Sogn               | Tåning Sogn                 | Veng Sogn                   |
| Vitved Sogn                 | Voerladegård Sogn           |                             |